# Vittorio Ghirlanda
Vittorio Ghirlanda (Marina di Carrara, 19 agosto 1919 – Carrara, 28 giugno 1985) è stato un calciatore italiano, di ruolo centrocampista.

## Carriera
Ghirlanda esordisce con la Carrarese nella Serie C 1936-1937, retrocedendo in Prima Divisione.
Nella sua prima stagione in quarta serie si piazza all'undicesimo posto del girone unico toscano.
Nel 1939 si trasferisce all'Omegna, militante in Serie C. Con i lombardi ottiene un decimo posto nel Girone C nel 1940 ed l'ultimo posto l'anno seguente.
Tra il 1943 ed il 1944 gioca per il Varese nel Campionato Alta Italia, con cui ottiene il secondo posto del campionato lombardo dopo lo spareggio con il Brescia. Con i varesini raggiungerà le semifinali interregionali, chiudendo la stagione al quarto ed ultimo posto del girone lombardo-piemontese. Nel corso della stagione gioca 18 partite e segna 8 gol.
Nel 1945, dopo la guerra, passa alla Gallaratese, con cui otterrà il decimo posto del Girone B della Serie B-C Alta Italia 1945-1946. La seconda parte della stagione 1945-1946 la gioca nel Genoa, con cui disputa cinque incontro e mettendo a segno una rete, nella Coppa Alta Italia, raggiungendo le semifinali perse contro il Novara.
Nel 1946 passa al Siena, in Serie B. Con i bianconeri raggiunge il quinto posto del Girone B nella prima annata e l'ottavo in quella seguente, cosa che comporterà la retrocessione in Serie C.
Nel 1948 torna alla Carrarese, in terza serie. Nella prima stagione con i "giallo azzurri" sfiora la promozione in cadetteria, perdendo lo spareggio per il primo posto del Girone C contro il Prato, mentre il quella seguente otterrà l'ottavo posto.
Nel 1950 passa al Pontedera, con cui ottiene il decimo posto del Girone C nella Serie C 1950-1951 ed il decimo nella stagione seguente, piazzamento che comporterà la retrocessione nella IV Serie 1952-1953 che Ghirlanda affronterà indossando nuovamente la maglia della Carrarese. Con gli apuani vincerà il proprio girone ed il seguente gironcino che garantirà alla squadra la promozione in Serie C, pur perdendo la doppia sfida con il Catanzaro per il titolo di campioni della IV Serie.
La stagione seguente in Serie C terminerà con il quattordicesimo posto finale ed il mantenimento della categoria.
Nel 1954 passa infine all'Arezzo, che milita nella Promozione 1954-1955. Con gli amaranto otterrà il terzo posto del Girone C toscano.

## Palmarès

### Giocatore

#### Competizioni nazionali
- IV Serie: 1

Carrarese: 1952-1953